# Fairchild PT-19
El Fairchild PT-19 (designación de la compañía Fairchild M-62) fue un monoplano de ala baja estadounidense usado para entrenamiento primario que sirvió con las Fuerzas Aéreas del Ejército de los Estados Unidos (USAAF), la RAF y la RCAF durante la Segunda Guerra Mundial. Fue contemporáneo de los biplanos entrenadores Kaydet y, al igual que con otros entrenadores de la Fuerza Aérea de los Estados Unidos del período, el PT-19 tuvo múltiples designaciones, según el motor instalado.

## Diseño y desarrollo

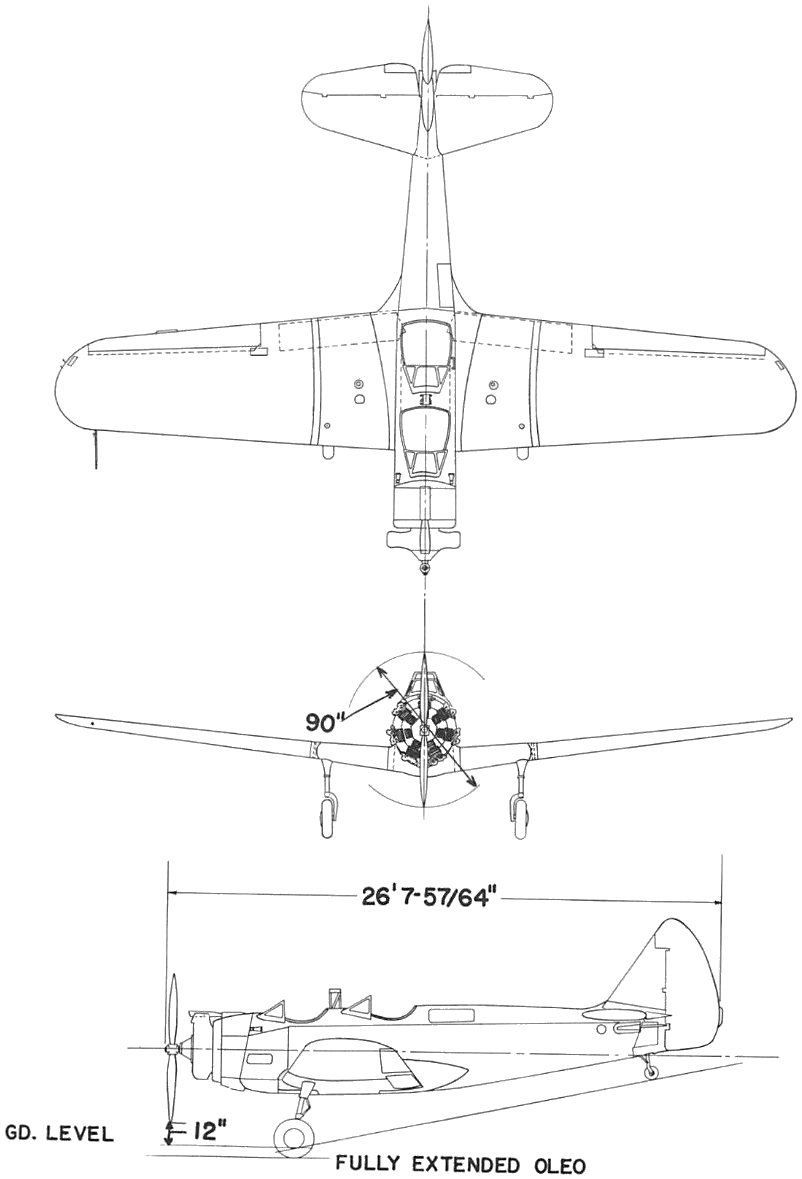
Fairchild PT-23 Cornell

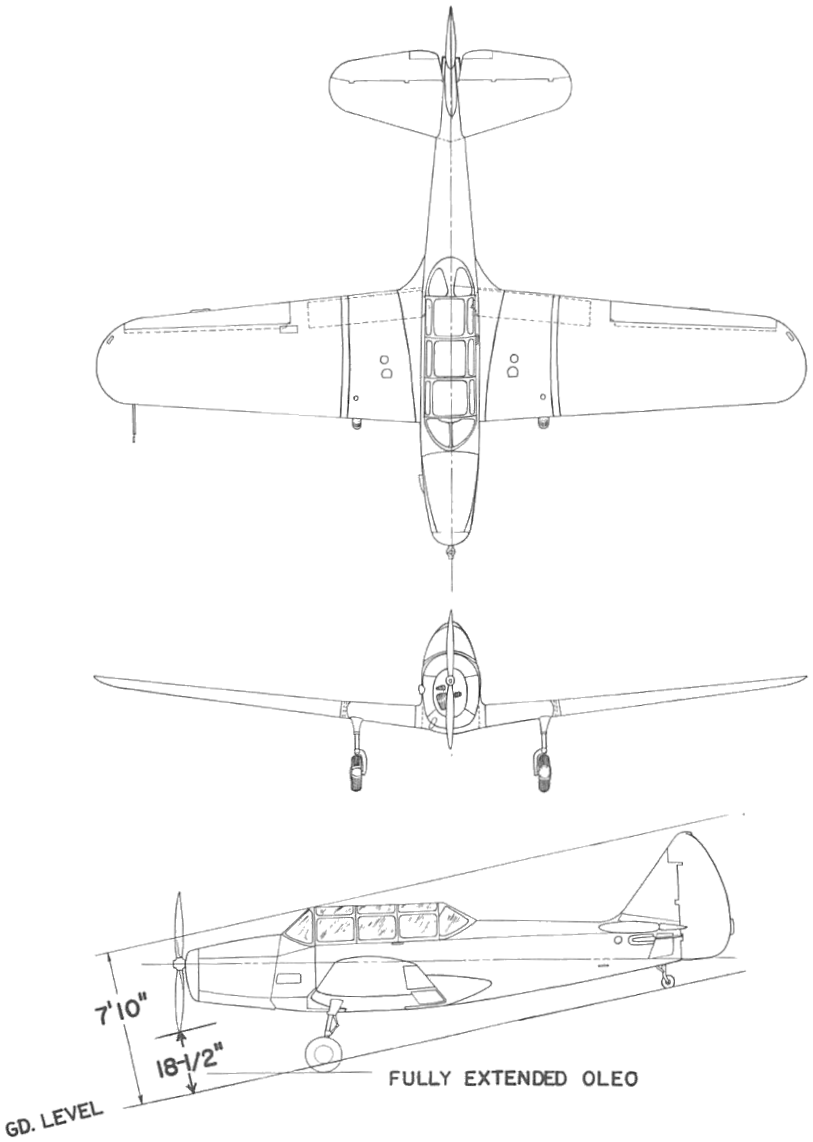
Fairchild PT-26 Cornell

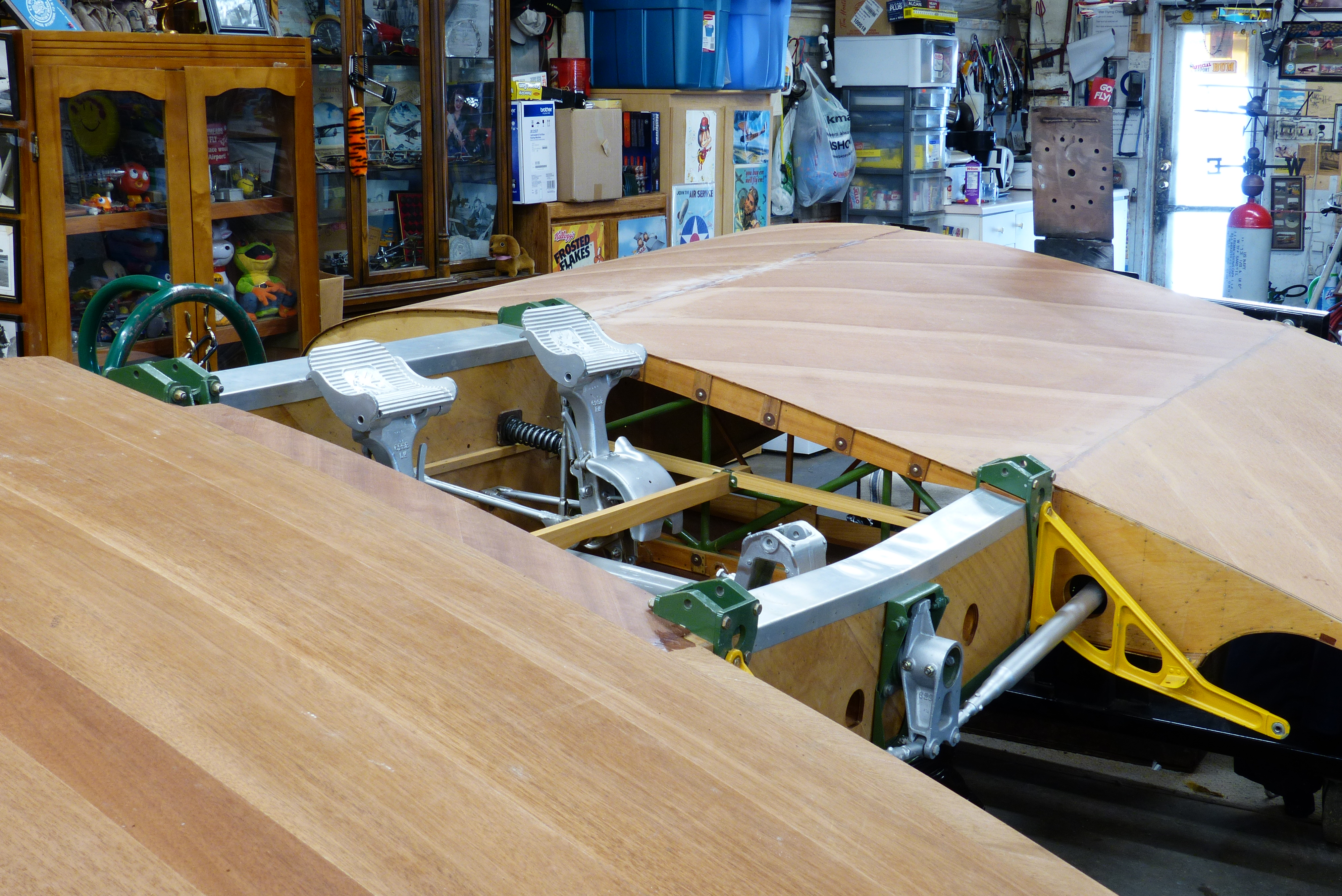
Sección central alar de contrachapado del PT-19.

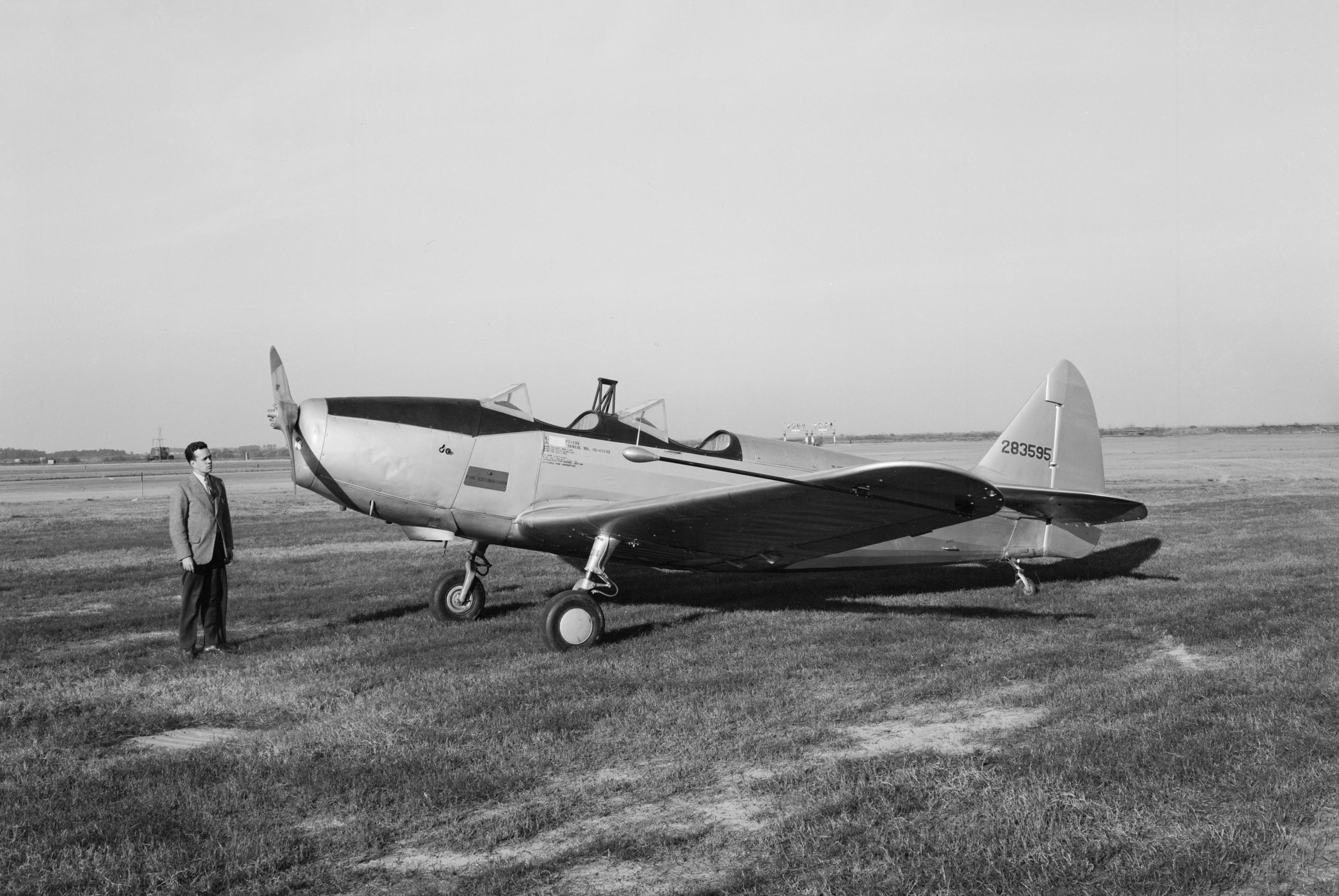
Fairchild PT-19.

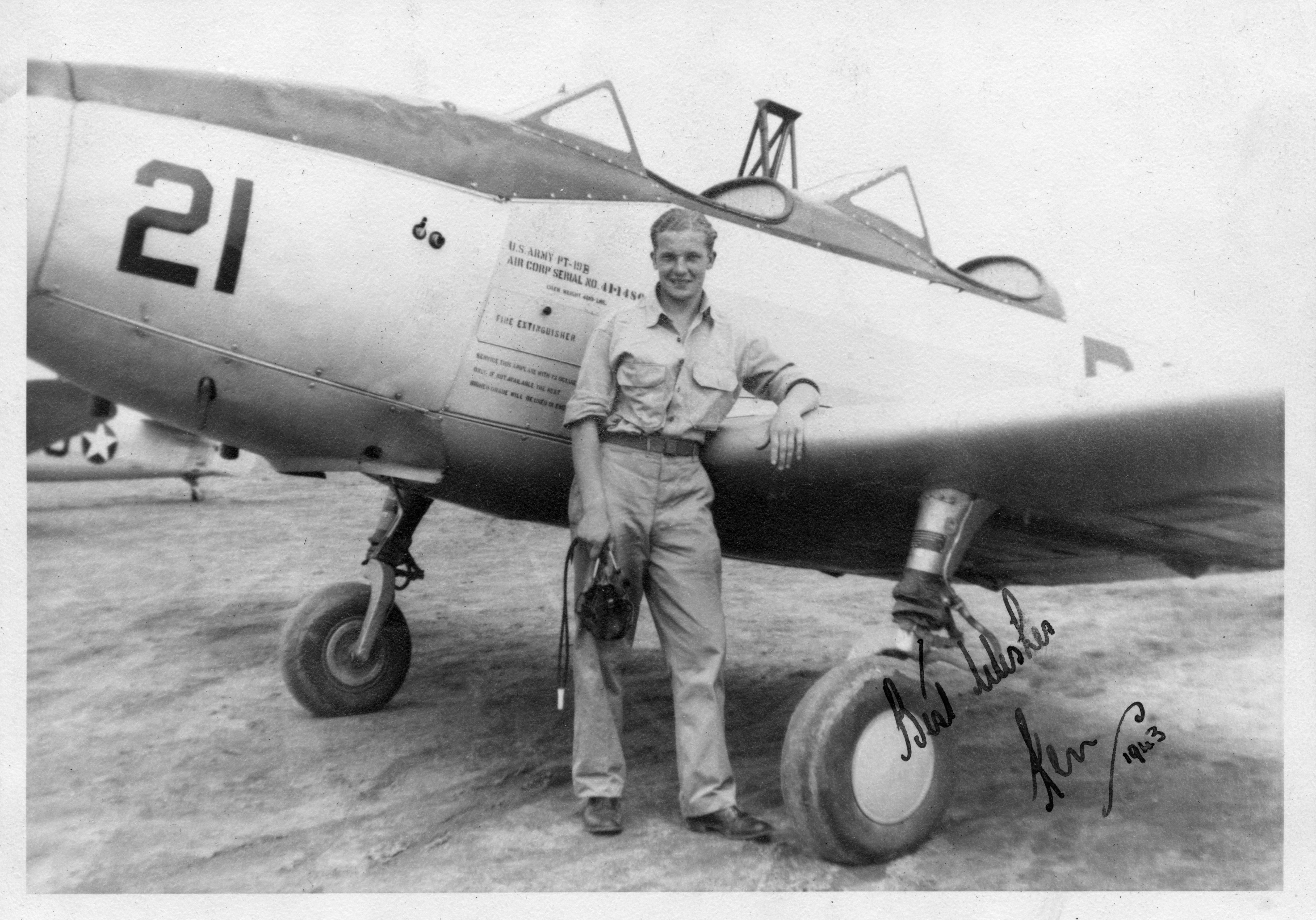
Fairchild PT-19B.

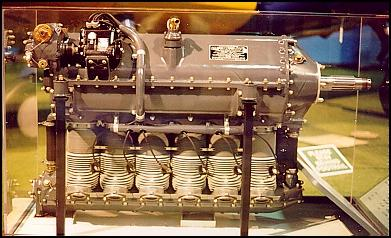
Motor Ranger L-440.

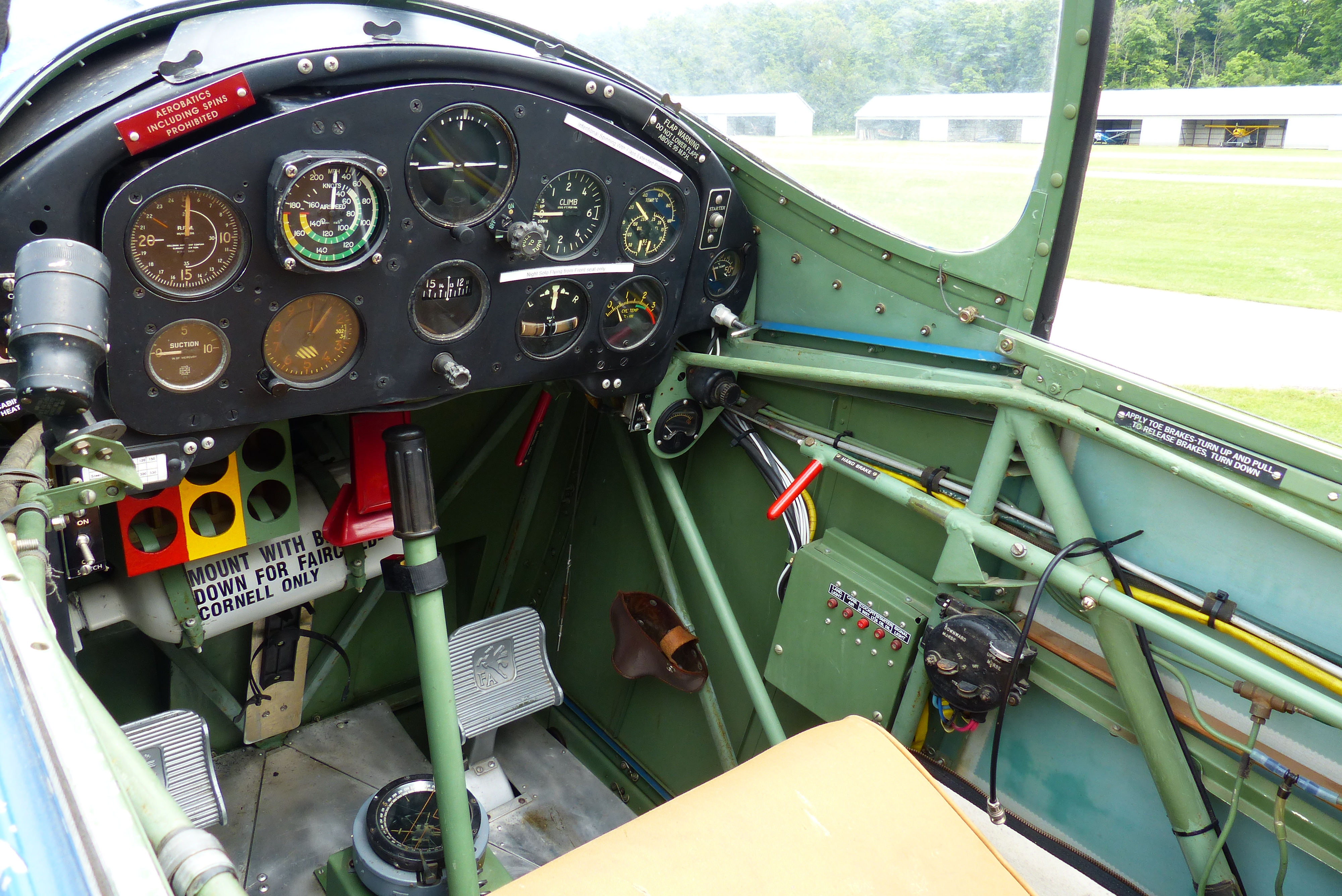
Cabina de las Fuerzas de la Commonwealth, lado de estribor.

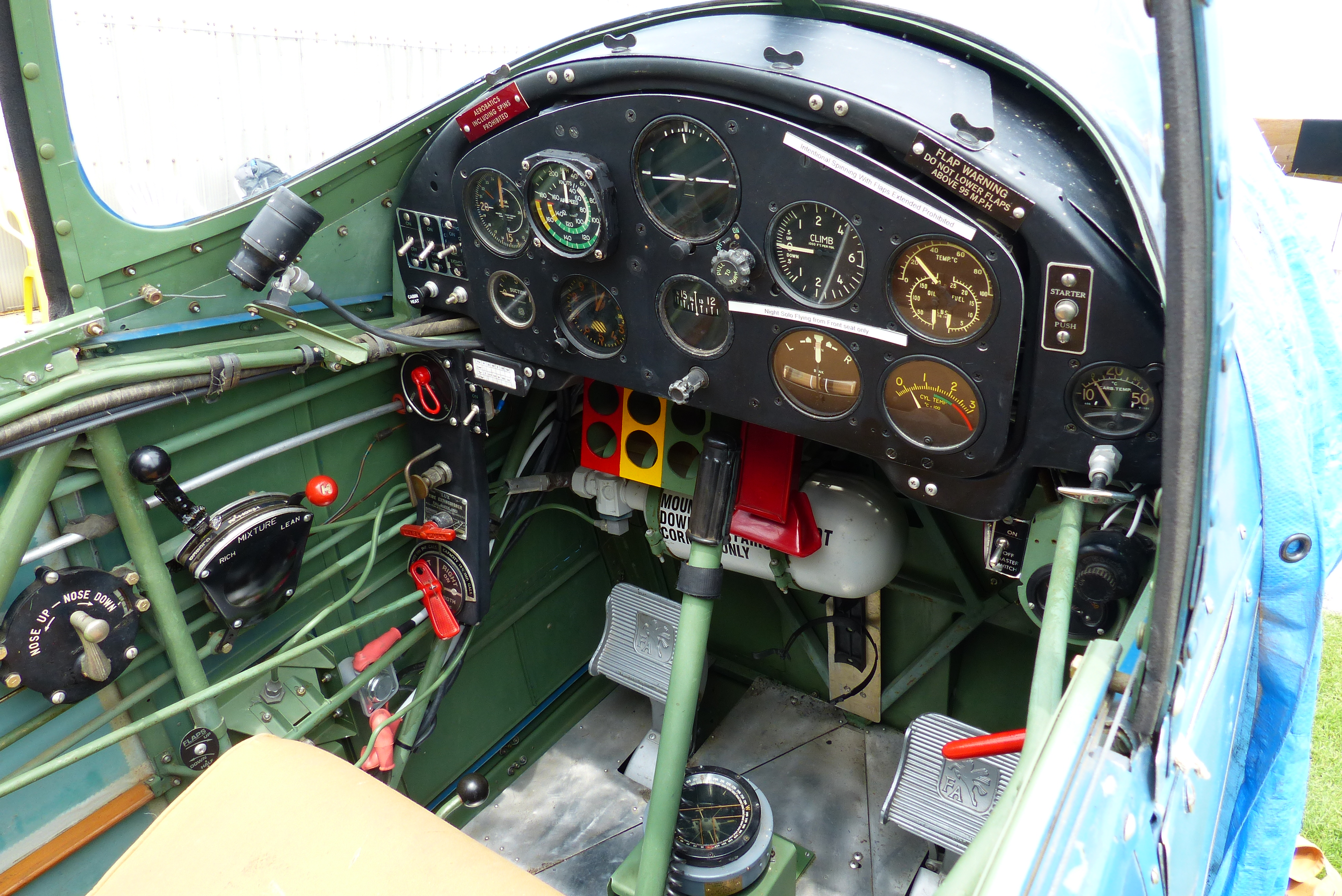
Cabina de las Fuerzas de la Commonwealth, lado de babor.

La serie PT-19 se desarrolló a partir del Fairchild M-62, cuando el USAAC ordenó por primera vez el avión en 1940 como parte de su programa de expansión. Se trataba de un monoplano de ala baja con tren de aterrizaje fijo con rueda de cola y una cabina abierta en configuración tándem. La construcción, simple pero resistente, incluía un fuselaje hecho a partir de tubo de acero soldado y recubierto de tela, el resto de la aeronave poseía una construcción de contrachapado. El uso de un motor en línea permitió un área frontal estrecha que era ideal para la visibilidad, mientras que el tren de aterrizaje fijo y ampliamente separado permitía un manejo en tierra sólido y estable.
El M-62 voló por primera vez en mayo de 1939, y ganó una competición de vuelo más tarde ese año contra otros 17 diseños para el nuevo avión de entrenamiento del Ejército de los Estados Unidos. Fairchild recibió su primer contrato del Ejército de una orden inicial el 22 de septiembre de 1939.
El lote de producción original de 275 unidades incluía un motor de 6 cilindros en línea Ranger L-440-1 de 175 hp, y fue designado como PT-19. En 1941 comenzó la producción en masa de 3702 unidades del modelo PT-19A, que estaban propulsadas por motores L-440-3 de 200 hp, de las cuales 3181 fueron producidas por Fairchild, 477 por Aeronca y 44 por St. Louis Aircraft Corporation. El PT-19B, del cual se construyeron 917 unidades, era una versión del PT-19A usada para entrenamiento de vuelo instrumental, que contaba con una cubierta plegable en la cabina delantera.
Cuando la escasez de motores amenazó la producción, se introdujo el modelo PT-23, que era idéntico a los modelos anteriores, excepto que montaba un motor radial Continental R-670 de 220 hp. Se construyeron un total de 869 PT-23 y 256 PT-23A (versión para entrenamiento instrumental del PT-23) por Fairchild, Aeronca, St. Louis Aircraft Corporation y Howard Aircraft Corporation en los Estados Unidos, por Fleet Aircraft Corporation en Canadá y Fabrica do Galeao en Brasil.
En 1943, debido a que las secciones de las alas, fabricadas de madera, no se adecuaban a las altas temperaturas o a altos niveles de humedad, a muchas aeronaves PT-19 y PT-26 se les tuvo que ordenar el reemplazo completo de la sección alar, por lo que las USAAF ordenaron que en futuras aeronaves de entrenamiento las alas estuviesen hechas totalmente de metal.

## Historia operacional
El PT-19/PT-26 era una aeronave que ofrecía muchas ventajas en comparación con los biplanos, además de que era la aeronave de entrenamiento primario en que un cadete se convertía en piloto de combate, por lo que recibió el apodo de “Cuna de Héroes”. Estos aviones fueron entregados a varias bases en todo el país por el WASP (Women's Airforce Service Pilots) entre 1942-1944.
Miles de aeronaves de la serie PT-19 se integraron rápidamente en los programas de capacitación en Estados Unidos, sirviendo a lo largo de la Segunda Guerra Mundial y más allá, incluso después de su retiro a fines de la década de 1940, cuando un número sustancial de estas aeronaves fue adquirido por operadores civiles.

## Variantes

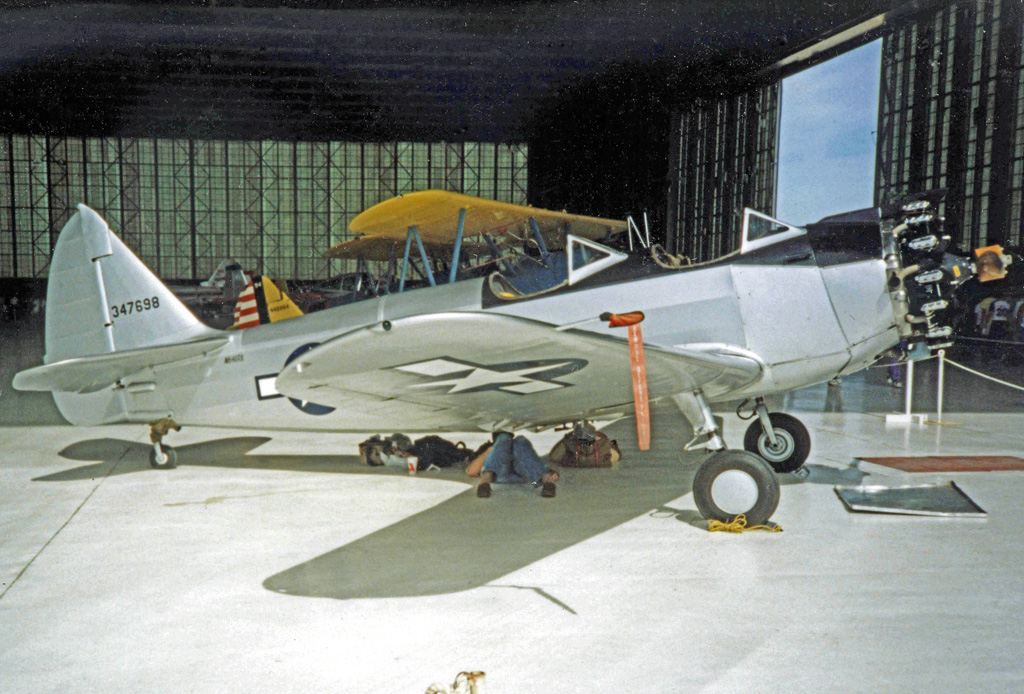
PT-23 construido por Aeronca, convertido a aeronave civil en 1990.

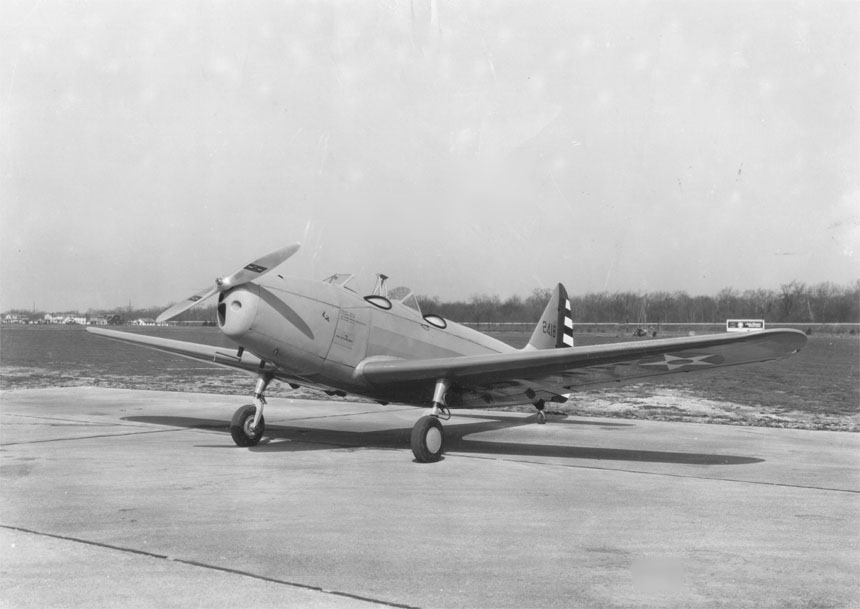
Fairchild PT-19, motor Ranger L-440-1 (matrícula 40-2418).

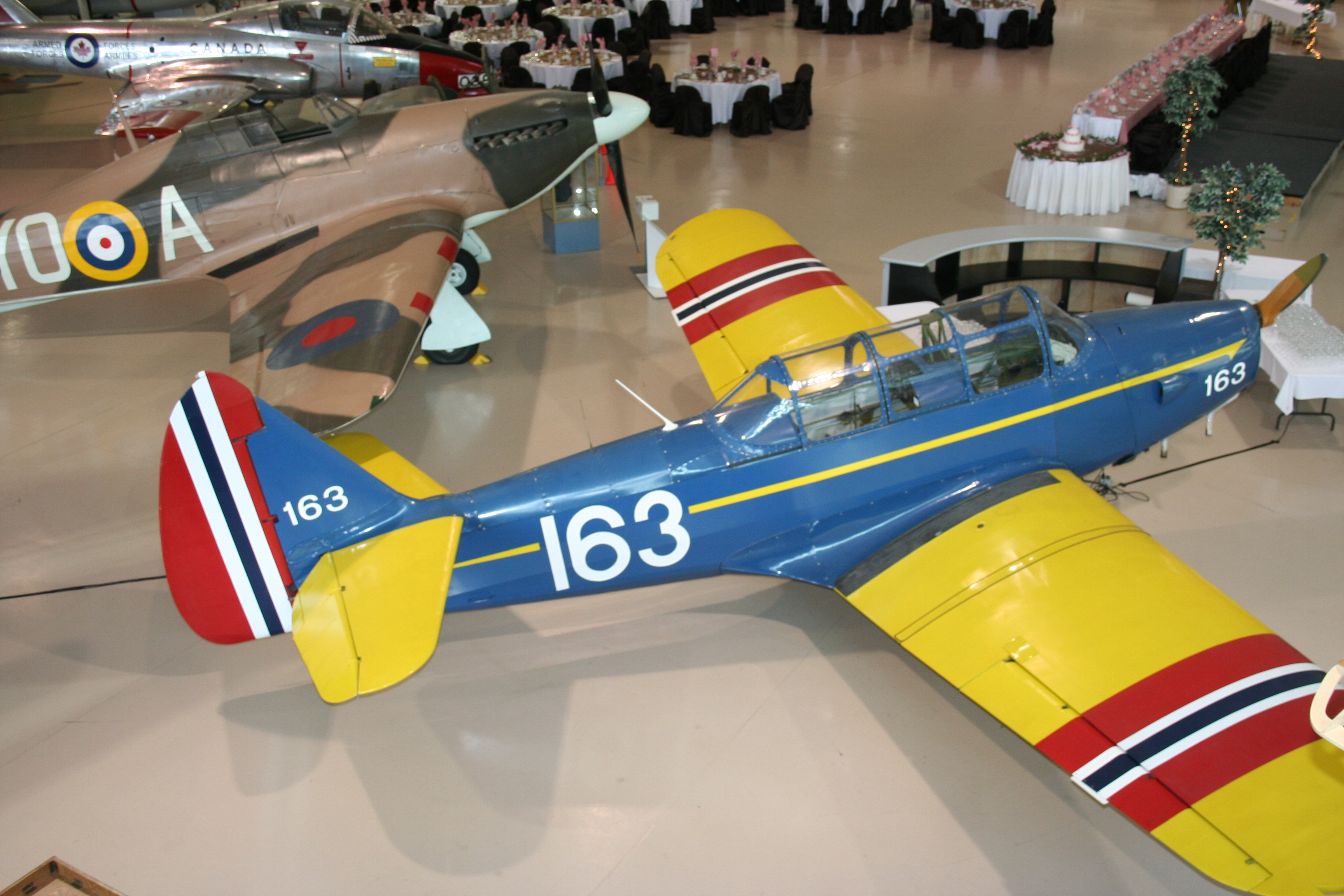
Fairchild PT-19 usado en el campamento de entrenamiento Little Norway. Actualmente en el Canadian Warplane Heritage Museum.

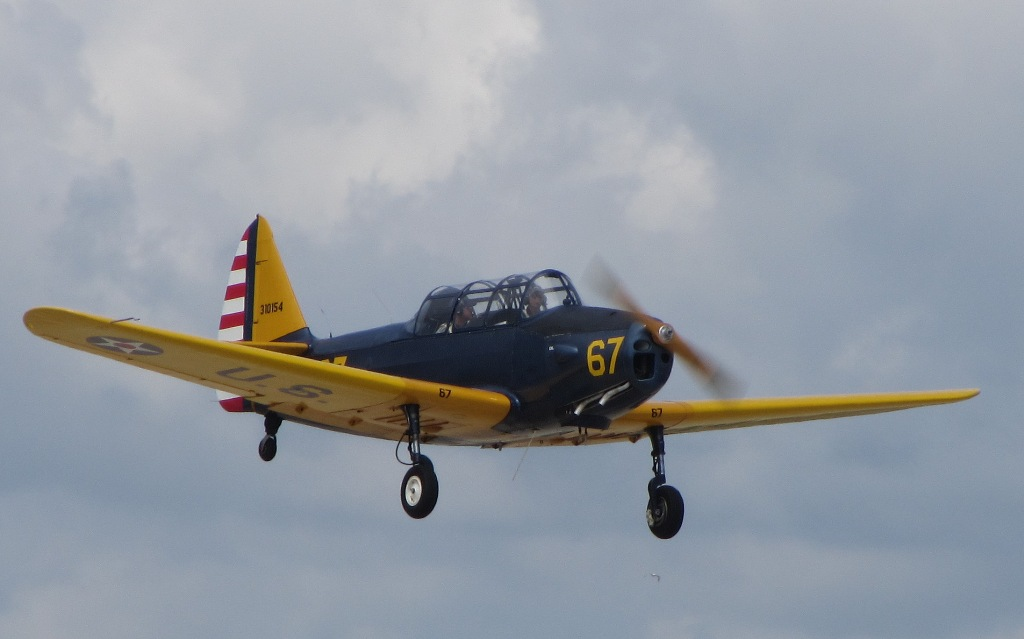
PT-26 aterrizando.

PT-19
Variante de producción inicial del modelo M-62, propulsada por un motor de 175 hp, 270 unidades producidas.
PT-19A/T-19A
Similar al PT-19, pero con ligeros cambios y propulsado por un motor L-440-3 de 200 hp, 3226 unidades producidas.
PT-19B
Versión de entrenamiento instrumental del PT-19A. 143 unidades producidas y 6 conversiones a partir del PT-19A.
PT-23
Versión con motor radial Continental R-670, 774 unidades construidas.
PT-23A
Versión de entrenamiento instrumental del PT-23, 256 unidades producidas.
PT-26/Cornell I
Variante de cabina cerrada del PT-19A para el programa de entrenamiento Commonwealth Air, propulsada por un motor L-440-3. 670 unidades producidas para la RAF.
PT-26A/Cornell II
Similar al PT-26, pero con un motor L-440-7 de 200 hp. 807 unidades producidas por Fleet Aircraft Corporation.
PT-26B/Cornell III
Similar al PT-26A, pero con cambios menores. 250 unidades construidas.

## Operadores
Brasil
- Fuerza Aérea Brasileña[2]

 Canadá
- Real Fuerza Aérea Canadiense[3]

 Chile
- Fuerza Aérea de Chile[4]

 Ecuador
- Fuerza Aérea Ecuatoriana[5]

 Estados Unidos
- Cuerpo Aéreo del Ejército de los Estados Unidos[2]
- Fuerzas Aéreas del Ejército de los Estados Unidos[2]

 Filipinas
- Fuerza Aérea de Filipinas[6]

 Haití
- Cuerpo Aéreo de Haití[7]

 India
- Fuerza Aérea India[3]

 México
- Fuerza Aérea Mexicana[8]

 Nicaragua
- Fuerza Aérea Nicaragüense[9]

 Noruega
- Real Fuerza Aérea Noruega[9]

 Paraguay
- Fuerza Aérea Paraguaya[10]

 Perú
- Fuerza Aérea del Perú[11]

 Reino Unido
- Real Fuerza Aérea británica

 Rodesia del Sur
- Fuerza Aérea Rodesiana[3]

 Sudáfrica
- Fuerza Aérea Sudafricana[3]

 Uruguay
- Fuerza Aérea Uruguaya[12]
- Armada Nacional del Uruguay[13]

 Venezuela
- Aviación Militar Bolivariana[14]

## Especificaciones (PT-19A)
Referencia datos: Swanborough & Bowers

### Características generales
- Tripulación: Dos (alumno e instructor)
- Longitud: 8,5 m (28 ft)
- Envergadura: 11 m (36 ft)
- Altura: 3,2 m (10,5 ft)
- Superficie alar: 19 m² (204,5 ft²)
- Peso vacío: 837 kg (1844,7 lb)
- Peso cargado: 1154 kg (2543,4 lb)
- Planta motriz: 1× motor lineal de seis cilindros refrigerado por aire Ranger L-440-3.
  - Potencia: 150 kW (207 HP; 204 CV)

### Rendimiento
- Velocidad máxima operativa (Vno): 212 km/h (132 MPH; 114 kt)
- Alcance: 644 km (348 nmi; 400 mi)
- Techo de vuelo: 4700 m (15 420 ft)

## Aeronaves relacionadas

### Aeronaves similares
- de Havilland Canada DHC-1 Chipmunk
- Sea Teziutlán
- Miles Magister
- Yakovlev UT-2

### Secuencias de designación
- Secuencia Numérica (interna de Fairchild): ← 46 - 51 - 61 - 62 - 71 - 72 - 77 →
- Secuencia PT-_ (Entrenadores Primarios del USAAC/USAAF, 1925-1948): ← PT-16 - PT-17 - PT-18 - PT-19 - PT-20 - PT-21 - PT-22 - PT-23 - PT-24 - PT-25 - PT-26 - PT-27
- Secuencia T-_ (Entrenadores estadounidense (redesignaciones de 1948), 1948-presente): ← T-13A - T-13B/D - T-17 - T-19